# Фролиха (тропа)
Фро́лиха — пеший туристский маршрут, пролегающий вдоль северо-восточного берега озера Байкал в северной части историко-природной области Подлеморье.
Протяжённость маршрута составляет около 95 км, продолжительность нахождения в пути — около 12 дней. Большинство туристов посещает регион летом — в июне-августе. Основные достропримечательности маршрута — живописное озеро Фролиха, а также термальные источники Хакусы. В 2009—2010 годах к проекту популяризации тропы присоединились также инвесторы из Дрездена (Германия).